# Orange Pi

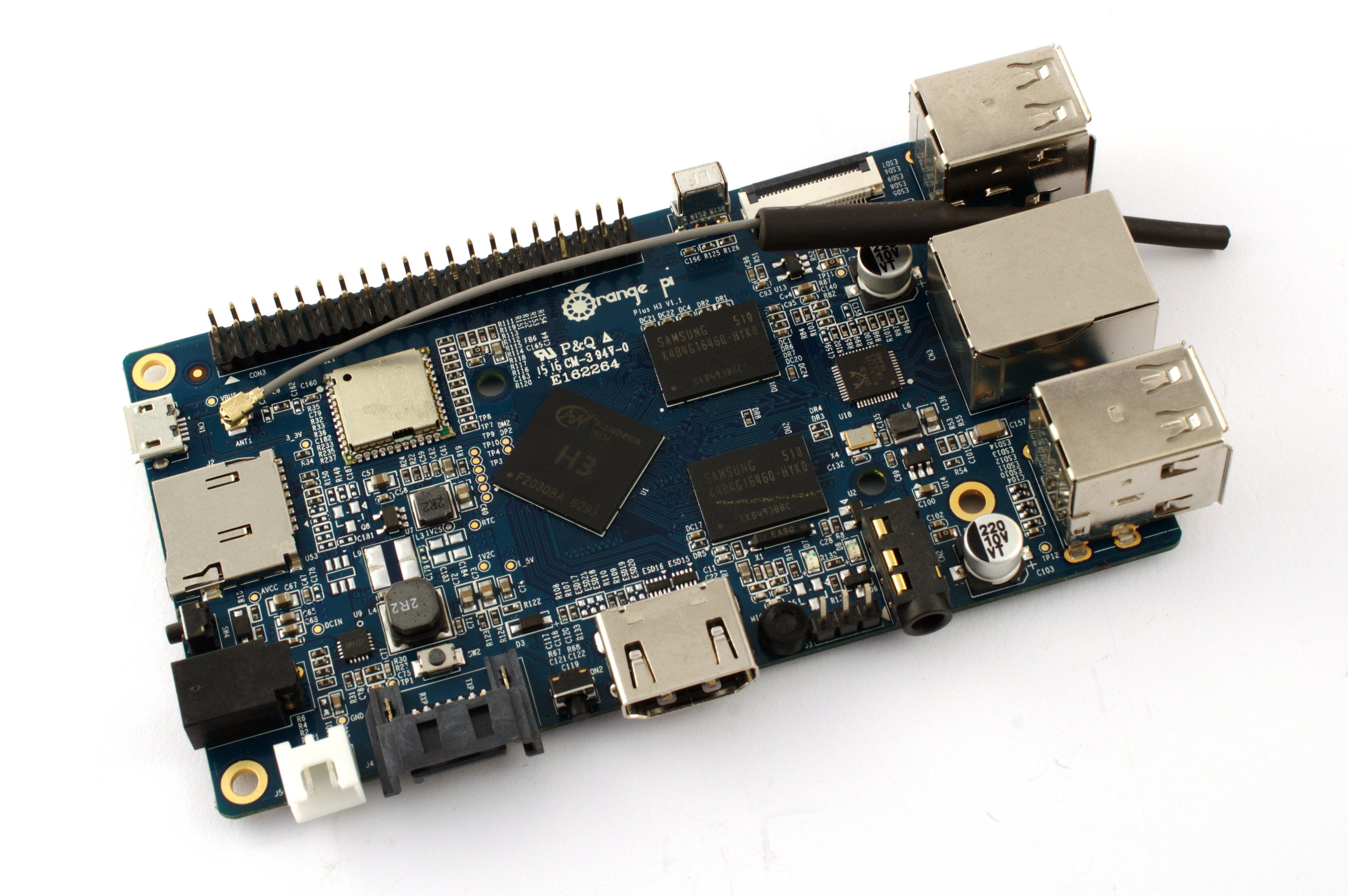
Orange Pi

Orange Pi ist ein Einplatinencomputer des chinesischen Unternehmens Shenzhen Xunlong Software Co., Ltd. Das erste Modell "Orange Pi" wurde 2014 veröffentlicht. Als Betriebssystem können Android, Ubuntu, Arch Linux, Debian, FreeBSD, Raspbian u. a. eingesetzt werden. Der Orange Pi besitzt einen ARM Cortex A7 Dual-Core Prozessor (im 1 GHz Takt). Es gibt bisher drei Modelle Orange Pi Mini, Orange Pi, und Orange Pi Plus.
Obwohl der Orange Pi durch seinen Namen, die Lage der Steckverbinder und die Größe dem Raspberry Pi ähnelt, gibt es keine Verbindungen zwischen Shenzhen Xunlong Software Co., Ltd und der Raspberry Pi Foundation. Der Orange PI wird absichtlich so gestaltet, um mit der breiten Palette an Erweiterungsboards der Raspberry Pi Community kompatibel zu sein (GPIO Erweiterung). Der Orange PI kann als Grundlage für die Verwirklichung eigener Projekte genutzt werden.

## Technische Merkmale
Je nach Modell stehen verschiedene RAM-Konfigurationen (512 MB bis 32 GB LPDDR4/DDR5) zur Verfügung. Das Modell Orange PI bietet die Anschlüsse: 
- HDMI
- USB
- Gigabit-Ethernet
- WLAN / Bltooth
- 40-Pin GPIO (größtenteils Raspberry Pi-kompatibel)
- microSD-Karten-Slot
- Kameraanschluss (CSI)

Mit entsprechenden Erweiterungsboards wird auch PCIe, M.2 NVMe oder SATA unterstützt.